# Olga Fadeïeva
Pour les articles homonymes, voir Fadeïeva.
Olga Fadeïeva (en russe : Ольга Фадеева) est une ancienne joueuse de volley-ball russe née le 26 mai 1972. Elle mesure 1,68 m et jouait au poste de libero. 

## Clubs
| Club            | De        | À         |
| --------------- | --------- | --------- |
| Siniaia Ptitsa  | 1988-1989 | 1996-1997 |
| AES Balakovo    | 1997-1998 | 2008-2009 |
| Proton Balakovo | 2009-2010 | 2011-2012 |